# Stéphane Lefebvre
Stéphane Lefebvre (Nœux-les-Mines, França; 16 de març de 1992) és un pilot de ral·li francès que participa habitualment al Campionat Mundial de Ral·lis. Guanyador del Campionat Mundial de Ral·lis júnior i del WRC 3 del 2014.

## Trajectòria
Lefebvre comença a disputar ral·lis l'any 2010 disputant la Copa Twingo R2 francesa, on finalitzà en tercera posició. L'any 2011, 2012 i 2013 disputa el Volant Peugeot.
La temporada 2014 guanya el Campionat Mundial de Ral·lis júnior i la categoria WRC3 amb un Citroën DS3 R3T, alhora que també guanya el Campionat d'Europa de Ral·lis júnior amb un Peugeot 208 R2.
Gràcies a la seva victòria al Mundial júnior, la temporada 2015 es converteix en pilot oficial de Citroën, disputant diferents proves a la categoria WRC2 i debutant a la màxima categoria amb un Citroën DS3 WRC. En els anys 2016 i 2017 s'estableix com a pilot oficial de Citroën, disputant temporades parcials a la màxima categoria amb un cinquè lloc al Ral·li de Monte-Carlo de 2016 i Ral·li de Polònia de 2017 com a millors resultats. La temporada 2018, la última a Citroën, retorna a la categoria WRC2.
Després de diversos anys sens un objectiu concret, la temporada 2021 guanya la Copa de França de ral·lis amb un Citroën C3 Rally2 i al 2022 el Campionat de Bèlgica de Ral·lis.